# Ebbots ark
Ebbots ark är en svensk TV-serie i fem delar som sändes mellan september och oktober 2017 på SVT1. Serien följer Ebbot Lundberg när han reser till olika platser i Göteborgs skärgård på skonaren T/S Westkust och låter gästartister uppträda med tolkningar av låtar från sina favoritartister.
Musikerna i rockbandet Side Effects medverkar som husband under sitt andra artistnamn The Indigo Children.

## Avsnitt
| Nr | Gäster                                     | Platser                    | Sändningsdatum    | Tittare i tusental |
| -- | ------------------------------------------ | -------------------------- | ----------------- | ------------------ |
| 1  | Ane Brun, Kapten Röd, Miriam Bryant        | Brännö, Donsö              | 17 september 2017 | 1 221              |
| 2  | Annika Norlin, Joy M'Batha, Lasse Holm     | Åstol                      | 24 september 2017 | 945                |
| 3  | Loney Dear, Per Andersson, Veronica Maggio | Käringön                   | 1 oktober 2017    | 979                |
| 4  | Adam Pålsson, Loreen, Tommy Körberg        | Marstrand, Orust           | 8 oktober 2017    | 629                |
| 5  | Ola Salo, Rebecca & Fiona, Robert Hurula   | Smögen, Hållö, Hamburgsund | 15 oktober 2017   | 873                |

## Soundtrack
Den 20 oktober 2017 släpptes albumet Live från Ebbots ark, med ett urval av låtarna som förekom i TV-serien.
| Nr           | Titel                                                                | Originalartist           | Längd |
| ------------ | -------------------------------------------------------------------- | ------------------------ | ----- |
| 1.           | Oh Susie - Live (Ebbot Lundberg, The Indigo Children)                | Secret Service           | 3:44  |
| 2.           | Skuggorna kommer - Live (Hurula, The Indigo Children)                | Cortex                   | 3:08  |
| 3.           | En kväll i tunnelbanan - Live (Rebecca & Fiona, The Indigo Children) | Noice                    | 3:30  |
| 4.           | Enjoy the Silence - Live (Loney Dear, The Indigo Children)           | Depeche Mode             | 3:39  |
| 5.           | Somebody to Love - Live (Loreen, The Indigo Children)                | Jefferson Airplane       | 2:55  |
| 6.           | Come Give Me Love - Live (Kapten Röd, The Indigo Children)           | Ted Gärdestad            | 3:42  |
| 7.           | Die Mauer - Live (Joy M'Batha, The Indigo Children)                  | Ebba Grön                | 3:52  |
| 8.           | One Summer Dream - Live (Ebbot Lundberg, The Indigo Children)        | Electric Light Orchestra | 4:03  |
| Total längd: | Total längd:                                                         | Total längd:             | 28:33 |

### Fotnoter
1. ↑  Ahle, Cecilia (14 september 2017). ”Han sjunger för sin döda farmor: ”Hon bad mig alltid sjunga, men jag gjorde det aldrig””. Året Runt. Arkiverad från originalet den 26 oktober 2017. https://web.archive.org/web/20171026002049/https://www.aretrunt.se/han-sjunger-for-sin-doda-farmor-hon-bad-mig-alltid-sjunga-men-jag-gjorde-det-aldrig/. Läst 25 oktober 2017.
2. ↑  ”Veckorapport 37-2017” (PDF). Mediamätning i Skandinavien. Arkiverad från originalet den 16 oktober 2017. https://web.archive.org/web/20171016174548/http://mms.se/wp-content/uploads/_dokument/rapporter/tv-tittande/vecka/2017/VeTvTitt1737.pdf. Läst 16 oktober 2017.
3. ↑  ”Veckorapport 38-2017” (PDF). Mediamätning i Skandinavien. Arkiverad från originalet den 16 oktober 2017. https://web.archive.org/web/20171016230022/http://mms.se/wp-content/uploads/_dokument/rapporter/tv-tittande/vecka/2017/VeTvTitt1738.pdf. Läst 16 oktober 2017.
4. ↑  ”Veckorapport 39-2017” (PDF). Mediamätning i Skandinavien. Arkiverad från originalet den 16 oktober 2017. https://web.archive.org/web/20171016225906/http://mms.se/wp-content/uploads/_dokument/rapporter/tv-tittande/vecka/2017/VeTvTitt1739.pdf. Läst 16 oktober 2017.
5. ↑  ”MMS — HotTop”. Mediamätning i Skandinavien. Arkiverad från originalet den 21 februari 2016. https://web.archive.org/web/20160221070857/http://hottoptv.mms.se/. Läst 16 oktober 2017. (OBS: För att få fram tittarsiffrorna måste datumintervallet för veckan avsnittet sändes anges manuellt)
6. ↑  ”Veckorapport 41-2017” (PDF). Mediamätning i Skandinavien. Arkiverad från originalet den 26 oktober 2017. https://web.archive.org/web/20171026002614/http://mms.se/wp-content/uploads/_dokument/rapporter/tv-tittande/vecka/2017/VeTvTitt1741.pdf. Läst 25 oktober 2017.
7. ↑  TT Nyhetsbyrån (19 oktober 2017). ”"Ebbots ark" blir album”. Helsingborgs Dagblad. https://www.hd.se/2017-10-19/ebbots-ark-blir-album. Läst 21 oktober 2017.